# Milestone (보아의 노래)
〈Milestone〉(마일스톤)은 한국 가수 보아가 일본에서 발매한 31번째 싱글이자 첫 번째 DVD싱글이다. WOO WEEKEND 이후 1년만에 발표한 싱글로, 뿐만 아니라 보아의 일본데뷔 10주년을 기념하는 첫 번째 공식적 활동이 되는 싱글이다. 타이틀곡인 Milestone은 보아가 모델로 활동하는 오디오 테크니카의 CM송으로도 사용되었다. 뿐만 아니라 이전에 오디오 테크니카의 CM송으로 채용된 적이 있는 두 곡, 전자음원 I SEE ME와 보아의 넘버원 겨울 싱글인 メリクリ의 BEST&USA 편곡 버전을 함께 수록하였다.

## 수록곡
DVD
1. Milestone(Music Video)
2. Milestone(Making)
3. BoA 10th film ～From the past to the present～

CD
1. Milestone
  - 작사 : STY / 작곡 : Paul Drew, Greig Watts, Pete Barringer, Rike Boomgaaden / 편곡 : Ryuichiro Yamaki
  - 「audio-technica」TV CM 타이업
2. I SEE ME
  - 작사 : STY / 작곡 : STY
  - 「audio-technica」TV CM 타이업
3. メリクリ ~BEST&USA Version~
  - 작사 : Chinka Yasushi / 작곡 : Kazuhiro Hara / 편곡：Ken Shima
  - 「audio-technica」TV CM 타이업
4. Milestone (INST)
5. I SEE ME (INST)
6. メリクリ ~BEST&USA Version~ (INST)

## 차트
| 차트                        | 최고순위 | 판매량 | 주차 |
| --------------------------- | -------- | ------ | ---- |
| 오리콘 데일리 DVD 종합 차트 | 8        |        |      |
| 오리콘 데일리 DVD 음악 차트 | 3        |        |      |
| 오리콘 위클리 DVD 종합 차트 | 11       | 7,722  | 2    |
| 오리콘 위클리 DVD 음악 차트 | 4        | 7,722  | 2    |